# NGC 1706
NGC 1706 is een spiraalvormig sterrenstelsel in het sterrenbeeld Goudvis. Het hemelobject werd op 25 december 1837 ontdekt door de Britse astronoom John Herschel.

## Synoniemen
- PGC 16220
- ESO 85-7
- FAIR 240
- AM 0452-630